# Войцех Гумецький

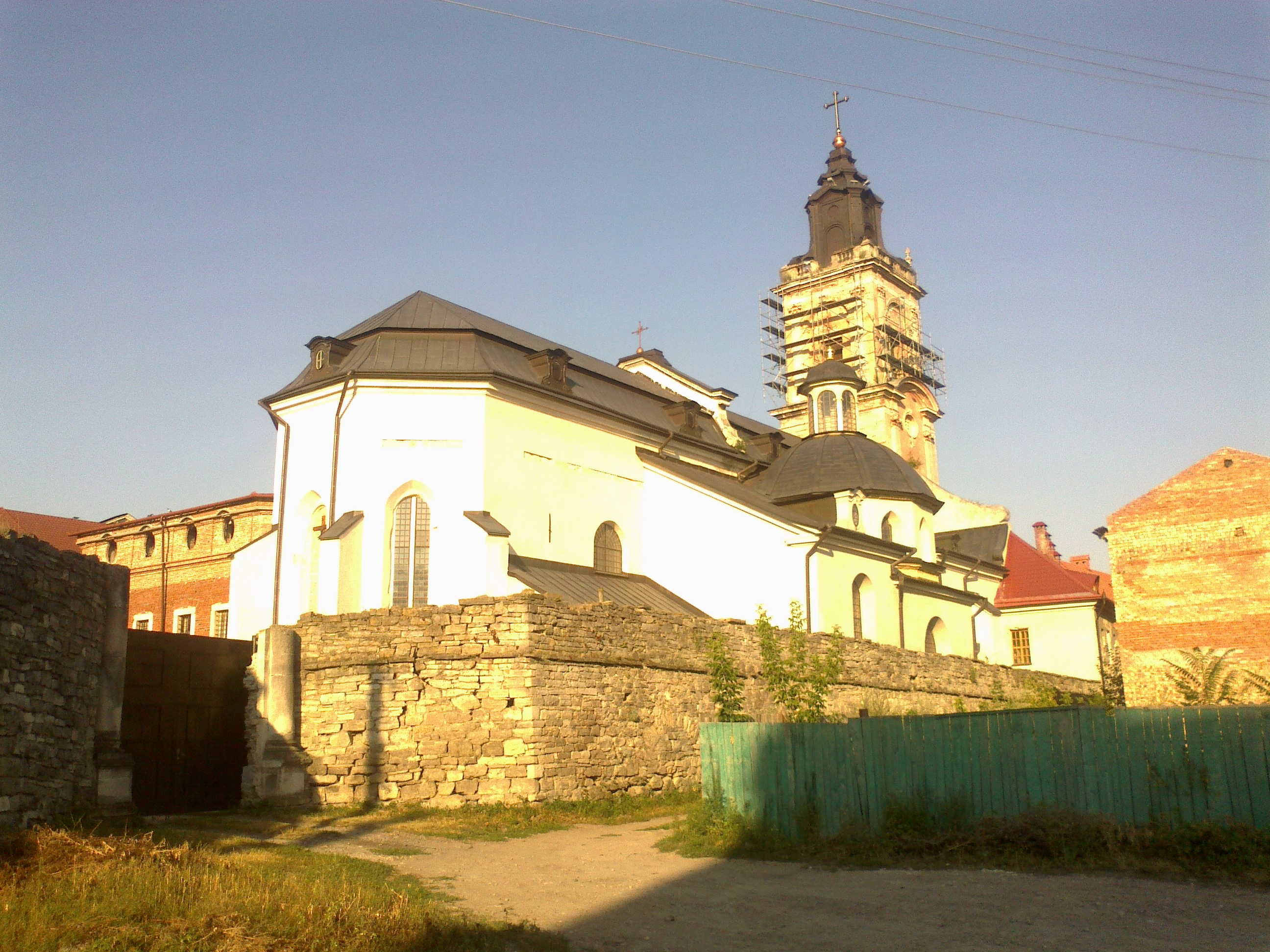
Домініканський костел, каплиця В. Гумецького, 2012 рік.

Войцех Гумецький з Рихт гербу Юноша (? — 14 березня 1618) — польський шляхтич, військовик, урядник Корони Польської Речі Посполитої. Посади: ловчий кам'янецький, каштелян Галича (1613), Кам'янця-Подільського (1613—1618). Був похований у крипті костелу домініканців у Кам'янці, для якого записав фундуш та забезпечив «упосаження». Діти:
- Ян (†1617), навчався у Льовені, видав друком працю «Orationem, quod viro…» був убитий у Брюсселі невідомим
- Александер (†1635) — вояк, учасник багатьох «експедицій», був похований в Кам'янці, дружина — Кристина Потоцька, донька Анджея, по його смерті — дружина Самуеля Замеховського
- NN (дочка) — дружина подільського підкоморія Героніма Лянцкоронського